# Cheilosia pedestris
Cheilosia pedestris är en tvåvingeart som först beskrevs av Becker 1894.  Cheilosia pedestris ingår i släktet örtblomflugor, och familjen blomflugor.
Artens utbredningsområde är Schweiz. Inga underarter finns listade i Catalogue of Life.